# ロレンツォ・ソネゴ
ロレンツォ・ソネゴ (Lorenzo Sonego, イタリア語発音: [loˈrɛntso ˈsɔːneɡo], 1995年5月11日 - )は、イタリア・トリノ出身の男子プロテニス選手。ATPランキング自己最高位はシングルス21位、ダブルス60位。これまでにATPツアーでシングルス4勝、ダブルス2勝。身長191cm。右利き、バックハンド・ストロークは両手打ち。

## 選手経歴

### ジュニア時代
イタリアのトリノに生まれる。父のジョルジオ・ソネゴとそのコーチGipo Arpinoに勧められ、11歳からテニスを始める。
トリノFCのファンであり、テニスに専念するまでの6歳から13歳まで「The Torino Youth Academy」でサッカーをしていた。

### 2016年 ツアー参戦
5月のローマ・マスターズでワイルドカードによりATPツアー本戦出場を果たすが、ジョアン・ソウザに初戦敗退。年間最終ランキングは299位。

### 2017年 チャレンジャー初優勝
10月の2017 Sparkassen ATP Challengerでの決勝でティム・プッツを破り、ATPチャレンジャーツアーで初優勝を果たす。年間最終ランキングは212位。

### 2018年 トップ100入り
全豪オープンではグランドスラム本戦出場を果たす。1回戦でロビン・ハーセに勝利し、初勝利を挙げる。2回戦ではリシャール・ガスケに敗れる。ウィンブルドン選手権では予選決勝でエルネスツ・ガルビスに敗れるも、ラッキールーザーとして本戦出場を果たす。テイラー・フリッツにストレートで初戦敗退。年間最終ランキングは107位。

### 2019年 ツアー初優勝 トップ50入り
全豪オープンでは予選決勝で伊藤竜馬に敗れた。
マイアミ・オープンでは2回戦でジョン・イズナーに敗れた。
モンテカルロ・マスターズでは予選から勝ち上がりベスト8入り。準々決勝でドゥシャン・ラヨビッチに4-6, 5-7のストレートで敗れた。ローマ・マスターズではカレン・ハチャノフに初戦敗退。全仏オープンでは1回戦で第3シードとしてロジャー・フェデラーに2-6, 4-6, 4-6のストレートで初戦敗退。
アンタルヤ・オープン決勝でミオミル・ケツマノビッチを 6–7(5), 7–6(5), 6–1で破り、ATPツアー初優勝を果たした。大会後に世界46位となり、トップ50入りを果たす。ウィンブルドン選手権ではマルセル・グラノリェルスに初戦敗退。
全米オープンではパブロ・アンドゥハルに2-6, 4-6, 2-6のストレートで敗れた。9月上旬のジェノヴァ・チャレンジャーでは優勝。年間最終ランキングは52位。

### 2020年 グランドスラム4回戦進出
全豪オープンでは第23シードのニック・キリオスに2-6, 6-7(3), 6-7(1)のストレートで初戦敗退。リオ・オープンではベスト8入り。準々決勝でボルナ・コリッチに敗れた。ウエスタン・アンド・サザン・オープンではテニーズ・サングレンに初戦敗退。全米オープンでは第32シードのアドリアン・マナリノに1-6, 4-6, 6-2, 3-6で初戦敗退。全仏オープンでは2回戦でアレクサンダー・ブブリク、3回戦で第27シードのテイラー・フリッツを破り、グランドスラム初の4回戦進出。4回戦では第12シードのディエゴ・シュワルツマンに1-6, 3-6, 4-6のストレートで敗れたが、フリッツとの第3セットで全仏オープン史上最長のタイブレークを記録した。スコアは19-17であった。
エルステ・バンク・オープンではラッキールーザーとして出場し、準々決勝で世界ランキング1位のノバク・ジョコビッチに6-2, 6-1のストレートで勝利する大金星を挙げた。準決勝でダニエル・エバンスを3-6, 4-6のストレートで下して決勝進出。決勝では第5シードのアンドレイ・ルブレフに4-6, 4-6のストレートで敗れ、準優勝を飾った。年間最終ランキングは33位。

### 2021年 ツアー2勝目 トップ25入り
全豪オープンでは第31シードで出場し、1回戦でサム・クエリーを7-5, 6-4, 6-4のストレートで破るも、2回戦でフェリシアーノ・ロペスに7-5, 6-3, 3-6, 5-7, 4-6のフルセットの末に敗れた。マイアミ・オープンでは4回戦でステファノス・チチパスに敗れたが、2021年サルデーニャ・オープンでは単複共にツアー優勝。その結果、4月12日の世界ランキングでシングルス28位、ダブルス132位を更新。
モンテカルロ・マスターズでは2回戦でアレクサンダー・ズベレフに敗れたが、続くマドリード・オープンではドミニク・ティーム、アンドレイ・ルブレフらを下して、マスターズ1000初のベスト4入り。準決勝でノバク・ジョコビッチに敗れた。全仏オープンでは第16シードとして出場するも、ロイド・ハリスに5-7, 4-6, 4-6のストレートで初戦敗退。

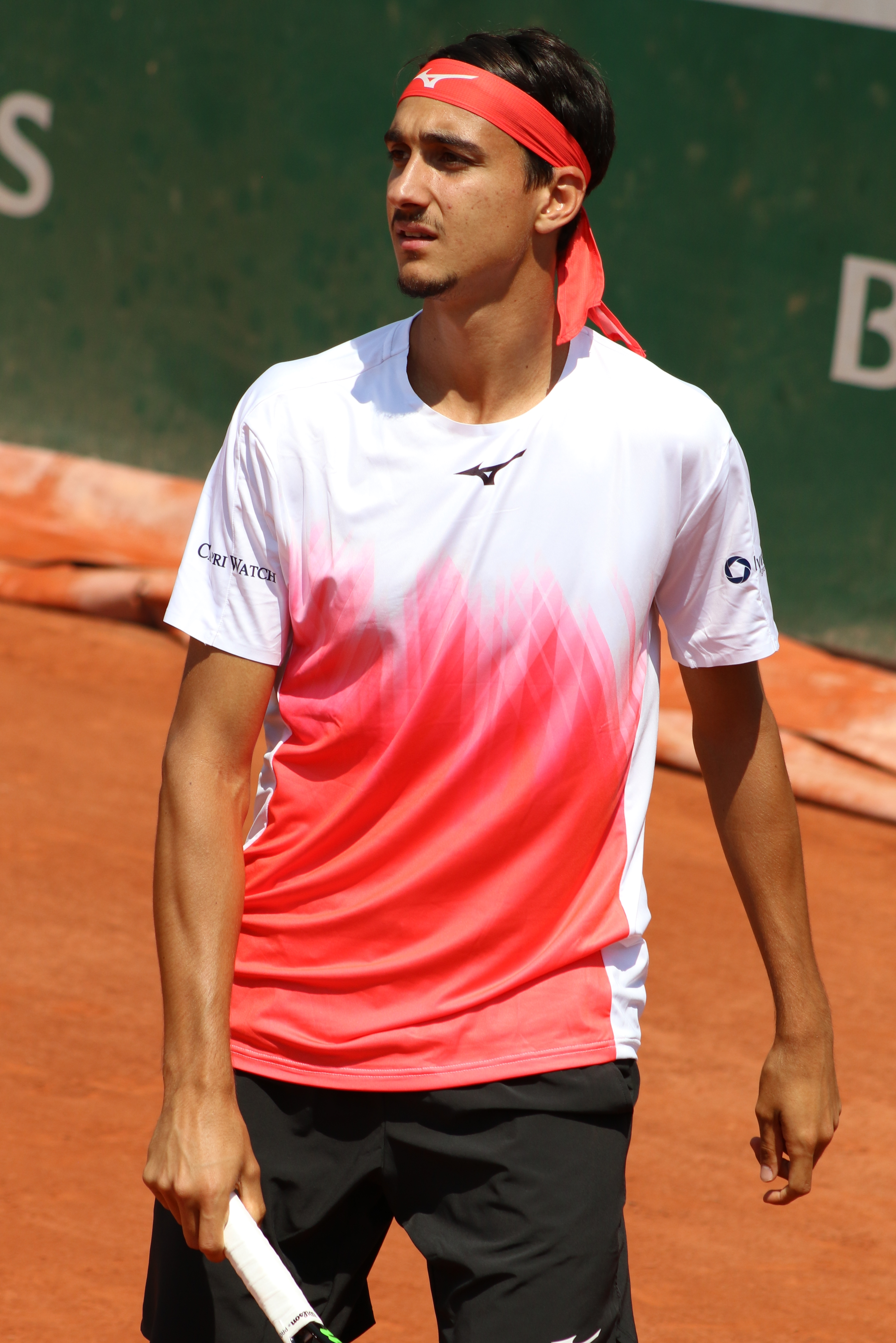
2021年全仏オープンでのロレンツォ・ソネゴ

イーストボーン国際では決勝でアレックス・デミノーに敗れ、準優勝。ウィンブルドン選手権では第23シードとして出場し、ウィンブルドン初の4回戦進出。4回戦では第6シードのロジャー・フェデラーに5-7, 4-6, 2-6のストレートで敗れたが、8月9日の世界ランキングで25位を記録し、トップ25入りを果たした。全米オープンでは第20シードで出場するも、オスカー・オッテに初戦敗退。年間最終ランキングは27位。

### 2022年 ツアー3勝目 デビス杯ベスト4
全豪オープンでは第25シードとして出場し、3回戦でミオミル・キツマノビッチに4-6, 7-6(8), 2-6, 5-7で敗れた。アルゼンチン・オープンではベスト4入り。準決勝でディエゴ・シュワルツマンに敗れた。

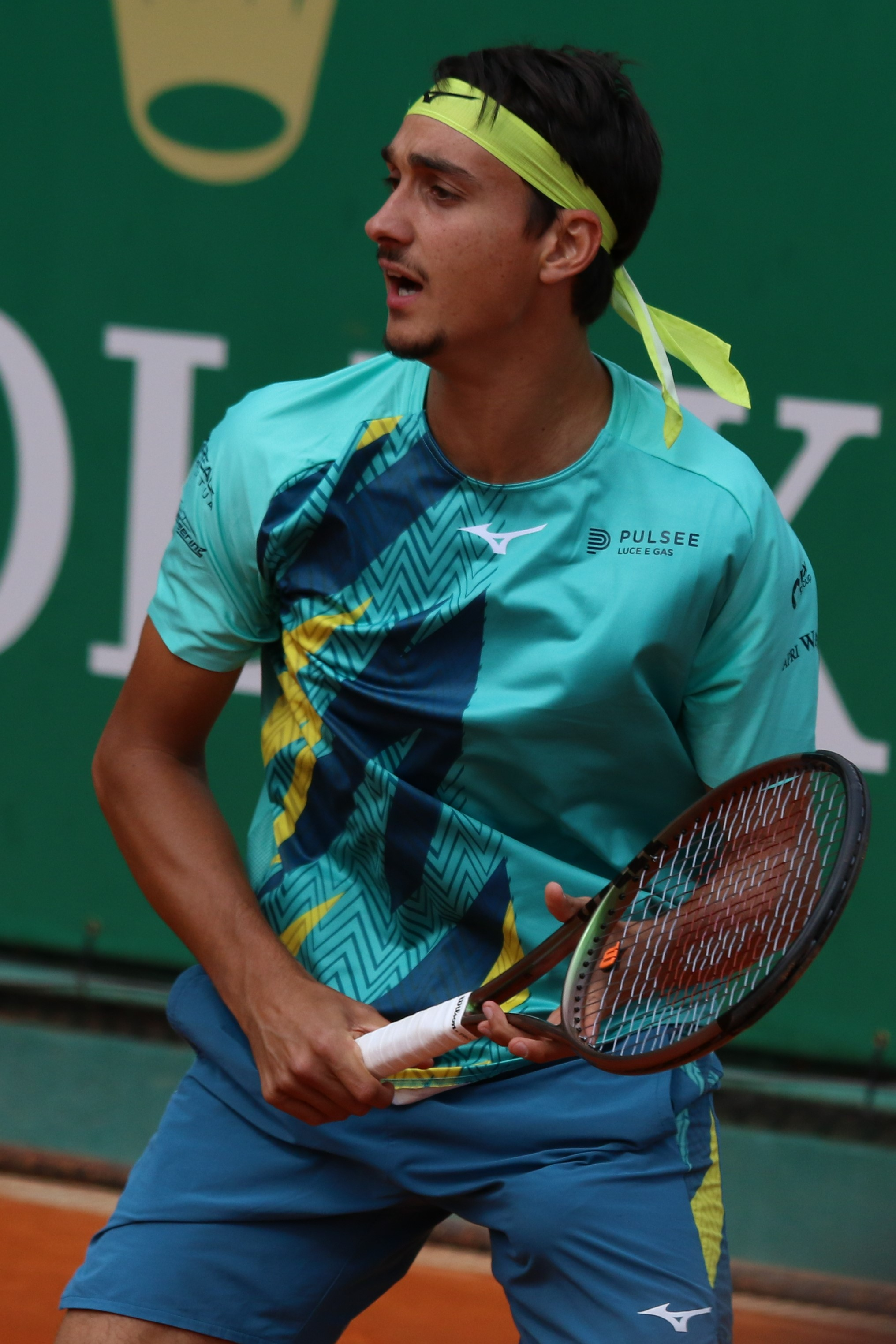
2022年モンテカルロ・マスターズでのロレンツォ・ソネゴ

モンテカルロ・マスターズでは2回戦でラスロ・ジェレに4-6, 4-6に敗退。マドリード・オープンではジャック・ドレイパーに4-6, 3-6のストレートで初戦敗退。ローマ・マスターズではデニス・シャポバロフに初戦敗退。第32シードで迎えた全仏オープンでは3回戦で第8シードのキャスパー・ルードに2-6, 7-6(3), 6-1, 4-6, 3-6のフルセットの末に敗れた。

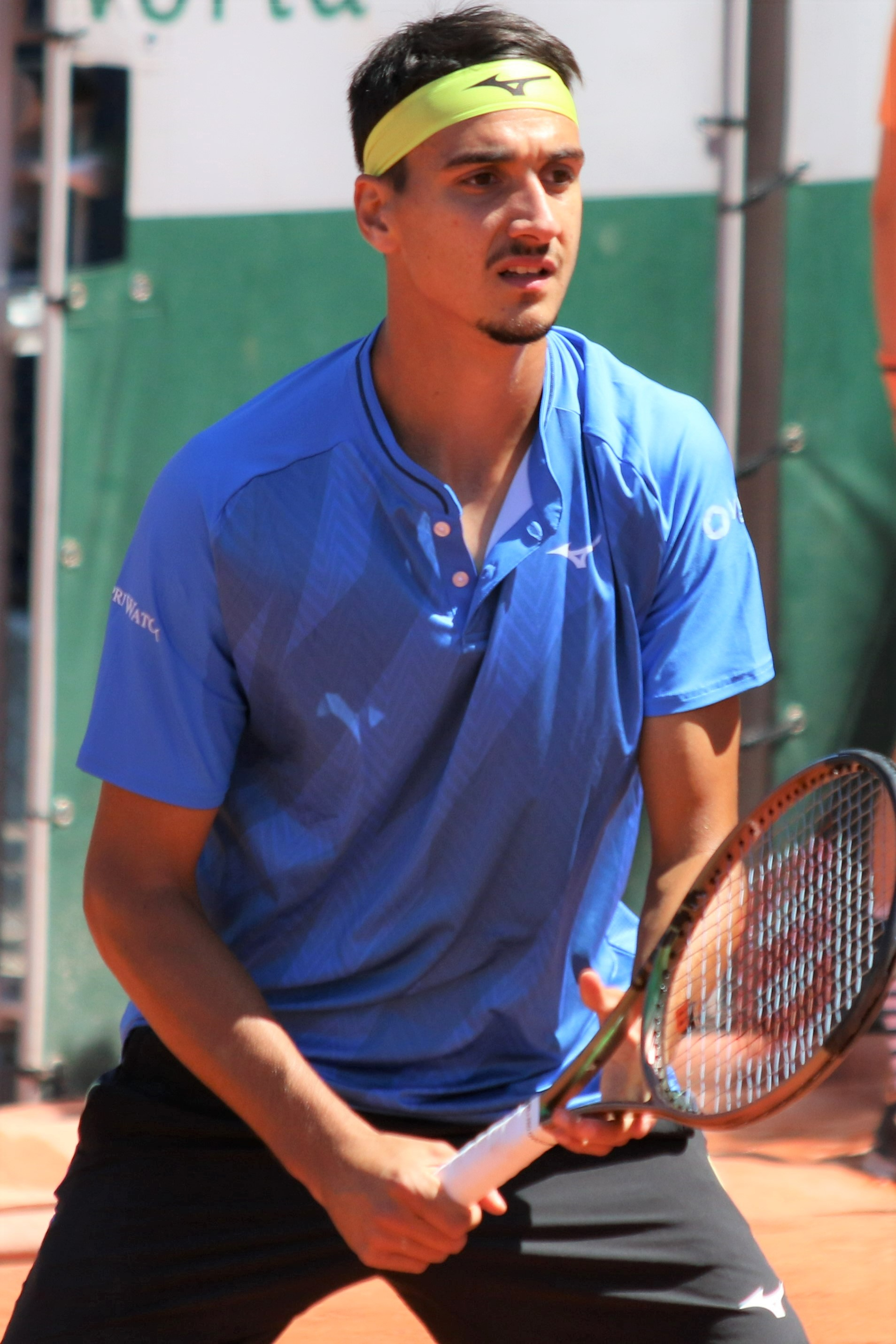
2022年全仏オープンでのロレンツォ・ソネゴ

第27シードで迎えたウィンブルドン選手権では3回戦で第2シードのラファエル・ナダルに1-6, 2-6, 4-6のストレートで敗退。ウエスタン・アンド・サザン・オープンでは予選通過するも、ベン・シェルトンに初戦敗退。全米オープンではジョーダン・トンプソンに6-2, 6-1, 2-6, 4-6, 4-6のフルセットで初戦敗退。モゼール・オープンでは決勝でアレクサンダー・ブブリクを7-6(3), 6-2のストレートで下してツアー3勝目を挙げた。
デビスカップ2022ではデビスカップイタリア代表として出場。マッテオ・ベレッティーニとヤニック・シナーが欠場したので実質エースとしてシングルスでデビスカップアメリカ合衆国代表のティアフォーを6-3, 7-6(7)で下し、チームを2014年ぶりのベスト4に導いた。準決勝のデビスカップカナダ代表のデニス・シャポバロフに7-6(4), 6-7(5), 6-4で破るも、活躍を見せるも、チームは準決勝で敗退。年間最終ランキングは45位。

### 2023年 ツアー通算100勝 デビス杯初優勝
1月、全豪オープンでは1回戦でヌーノ・ボルヘスを7-6(4), 6-3, 6-7(6), 6-1で敗れた。2回戦でホベルト・ホルカシュに6-3, 6-7(3), 6-2, 3-6, 3-6のフルセットの末に敗れた。
2月、南フランス・オープンではベスト8進出。準々決勝ではヤニック・シナーに4-6, 2-6のストレートで敗退。ABNアムロ・オープンではフェリックス・オジェ＝アリアシムに、カタール・エクソンモービル・オープンではアンディ・マレーにそれぞれ初戦敗退。
3月、ドバイ・テニス選手権ではベスト8進出。準々決勝ではアレクサンダー・ズベレフに5-7, 4-6のストレートで敗退。BNPパリバ・オープンではジェイソン・クブラーに4-6, 6-7(4)のストレートで初戦敗退。マイアミ・オープンでは1回戦でドミニク・ティームを7-6(7), 6-2、2回戦でダニエル・エバンスを4-6, 6-3, 6-2で勝利したことでツアー通算100勝を記録した。3回戦でフランシス・ティアフォーを6-3, 6-4で破り、自身2度目の4回戦進出。4回戦ではフランシスコ・セルンドロに6-3, 3-6, 2-6で敗れた。
4月、モンテカルロ・マスターズ2回戦ではダニール・メドベージェフに3-6, 2-6のストレートで敗退。マドリード・オープンではヤン＝レナード・ストルフに1-6, 3-6のストレートで初戦敗退。
5月、ローマ・マスターズでは1回戦でジェレミー・シャルディーを6-2, 6-1、2回戦では西岡良仁を7-5, 6-3で破り、3回戦ではステファノス・チチパスに3-6, 6-7(3)のストレートで敗れた。
6月、全仏オープンでは1回戦で第30シードのベン・シェルトンを4-6, 6-3, 3-6, 3-6、2回戦でウゴ・アンベールを6-4, 6-3, 7-6(3)、3回戦で第7シードのアンドレイ・ルブレフを5-7, 0-6, 6-3, 7-6(5), 6-3を2セットダウンからの大逆転で下し、2度目の4回戦進出。4回戦では第11シードのカレン・ハチャノフに6-1, 4-6, 6-7(7), 1-6の逆転で敗退して、初のベスト8進出を逃した。翌週のシュトゥットガルト・オープンでは、1回戦で同胞のマッテオ・ベレッティーニを6-1, 6-2で圧倒。2回戦ではクリストファー・オコネルに6-7(5), 3-6で敗退。
7月、ウィンブルドン選手権では前述のベレッティーニに7-6(5), 3-6, 6-7(7), 3-6で初戦敗退。クロアチア・オープンではベスト4進出。準決勝ではスタン・ワウリンカに3-6, 4-6のストレートで敗退。
8月、ナショナル・バンク・オープンではアンディ・マレーに6-7(3), 0-6のストレートで初戦敗退。ウエスタン・アンド・サザン・オープンでは2回戦でテイラー・フリッツに4-6, 6-7(1)のストレートで敗退。
9月、全米オープンでは1回戦でニコラ・モレノ・デ・アルボーラーンを6-3, 6-4, 6-2のストレートで初戦突破するも、2回戦ではシナーに4-6, 2-6, 4-6のストレートで敗れた。
10月、上海マスターズでは2回戦でティアフォーを2-6, 6-2, 6-3で下して、3回戦ではニコラス・ジャリーに6-7(4), 2-6のストレートで敗退。エルステ・バンク・オープンでは予選を通過するも、2回戦でシナーに2-6, 4-6のストレートで敗退。パリ・マスターズではドミニク・ティームに1-6, 6-4, 5-7で予選敗退。
11月、モゼール・オープンでは準々決勝でファビオ・フォニーニに1-6, 2-6のストレートで敗れた。2023年デビスカップではデビスカップイタリア代表として参戦。エースのシナーと組んだダブルスとして活躍する。準々決勝でのデビスカップセルビア代表のノバク・ジョコビッチ/ミオミル・キツマノビッチ組を6-3, 6-4のストレートで下してチームは決勝進出。決勝でのデビスカップオーストラリア代表戦ではシングルス2試合で決着が付いたため47年ぶりのイタリアの優勝に携わった。年間最終ランキングは46位。

### 2024年 ツアー4勝目
ユナイテッドカップではイタリア代表として初出場するも、チームはラウンドロビン敗退。全豪オープンでは1回戦でダニエル・エバンスを4-6, 7-6(8), 6-2, 7-6(4)で破るも、2回戦では第2シードのカルロス・アルカラスに第2セットを奪うも、4-6, 7-6(2), 3-6, 6-7(3)で敗退。カタール・エクソンモービル・オープンではパーヴェル・コトフに6-2, 7-5のストレートで初戦敗退するも、ダブルスではロレンツォ・ムゼッティと組み、第1シードのジェイミー・マレー/マイケル・ヴィーナス組に6-7(0), 6-2, 8-10で敗れ、準優勝となった。トリノ・チャレンジャーではベスト4進出。全仏オープンでは第17シードのウゴ・アンベールに4-6, 6-2, 4-6, 3-6で破り、初戦突破するも、2回戦では张之臻に5-7, 6-3, 1-6, 4-6で敗れた。ウィンブルドン選手権では第31シードのマリアーノ・ナヴォーネを6-4, 7-6(2), 6-4のストレートで下すも、2回戦ではロベルト・バウティスタ・アグートに3-6, 6-3, 3-6, 4-6で敗退した。ナショナル・バンク・オープンでは2回戦でアレハンドロ・タビロに4-6, 2-6のストレートで敗れた。ウエスタン・アンド・サザン・オープンでは予選2回戦でハウメ・ムナルに3-6, 6-3, 2-6で敗れた。ウィンストン・セーラム・オープンでは準決勝でダビド・ゴファンを6-3, 6-2のストレートで破り、2年ぶりツアー決勝進出。決勝ではアレックス・ミケルセンを6-0, 6-3のストレートで破り、ツアー4勝目を挙げた。全米オープンでは第14シードのトミー・ポールに4-6, 2-6, 7-5, 2-6で初戦敗退。年間最終ランキングは53位。

### 2025年 全豪ベスト8
1月、全豪オープンでは1回戦でスタン・ワウリンカを6-4, 5-7, 7-5, 7-5、2回戦でジョアン・フォンセカを6-7(8), 6-3, 6-1, 3-6, 6-3、3回戦でファービアーン・マロジャーンを6-7(3), 7-6(6), 6-1, 6-2でベテランと若手勢をそれぞれ下して初の4回戦進出。4回戦ではラーナー・ティエンを6-3, 6-2, 3-6, 6-1で破り、グランドスラム初のベスト8進出を果たした。
準々決勝では第21シードのベン・シェルトンに4-6, 5-7, 6-4, 6-7(4)で敗退した。

## 人物
ソネゴはテニス選手として初めて音楽配信サービスSpotifyで100万回ストリーミング再生を達成した。このことについて「親友との趣味と冗談だったんだ。一緒に何曲か作った。Spotifyにアップしようとしたら、1ヵ月程で100万回再生されたんだ。今は毎年一緒に新曲を作りたいと思っている。テニス選手を引退したら音楽業界に入ろうかな」と述べている。

## ATPツアー決勝進出結果

### シングルス: 5回 (3勝2敗)
| 大会カテゴリ                    |
| グランドスラム (0–0)            |
| ATPファイナルズ (0–0)           |
| ATPツアー・マスターズ1000 (0–0) |
| ATPツアー500 (0–1)              |
| ATPツアー250 (3–2)              |

| サーフェス別タイトル |
| ハード (1–1)         |
| クレー (1–0)         |
| 芝 (1–1)             |

| 結果   | No. | 決勝日        | 大会                   | サーフェス    | 対戦相手                 | スコア                  |
| ------ | --- | ------------- | ---------------------- | ------------- | ------------------------ | ----------------------- |
| 優勝   | 1.  | 2019年6月29日 | アンタルヤ             | 芝            | ミオミル・ケツマノビッチ | 6–7(5–7), 7–6(7–5), 6–1 |
| 準優勝 | 2.  | 2020年11月1日 | ウィーン               | ハード (室内) | アンドレイ・ルブレフ     | 4-6, 4-6                |
| 優勝   | 3.  | 2021年4月11日 | サルデーニャ・オープン | クレー        | ラスロ・ジェレ           | 2–6, 7–6(7–5), 6–4      |
| 準優勝 | 4.  | 2021年6月26日 | イーストボーン         | 芝            | アレックス・デミノー     | 6–4, 4–6, 6–7(5–7)      |
| 優勝   | 5.  | 2022年9月25日 | メス                   | ハード        | アレクサンダー・ブブリク | 7–6(7–3), 6–2           |

## 成績
略語の説明
| W | F | SF | QF | #R | RR | Q# | LQ | A | Z# | PO | G | S | B | NMS | P | NH |

W=優勝, F=準優勝, SF=ベスト4, QF=ベスト8, #R=#回戦敗退, RR=ラウンドロビン敗退, Q#=予選#回戦敗退, LQ=予選敗退, A=大会不参加, Z#=デビスカップ/BJKカップ地域ゾーン, PO=デビスカップ/BJKカッププレーオフ, G=オリンピック金メダル, S=オリンピック銀メダル, B=オリンピック銅メダル, NMS=マスターズシリーズから降格, P=開催延期, NH=開催なし.
| 大会           | 2018 | 2019 | 通算成績 |
| -------------- | ---- | ---- | -------- |
| 全豪オープン   | 2R   | Q2   | 1-1      |
| 全仏オープン   | Q2   | 1R   | 0-1      |
| ウィンブルドン | 1R   | 1R   | 0-2      |
| 全米オープン   | 2R   | 2R   | 2-2      |

### 大会最高成績
| 大会                 | 成績 | 年               |
| -------------------- | ---- | ---------------- |
| ATPファイナルズ      | A    | 出場なし         |
| インディアンウェルズ | 2R   | 2021, 2022, 2024 |
| マイアミ             | 4R   | 2021, 2023       |
| モンテカルロ         | QF   | 2021             |
| マドリード           | 2R   | 2024             |
| ローマ               | SF   | 2021             |
| カナダ               | 2R   | 2024             |
| シンシナティ         | 3R   | 2021             |
| 上海                 | 3R   | 2023             |
| パリ                 | 2R   | 2020             |
| オリンピック         | 2R   | 2021             |
| デビスカップ         | W    | 2023             |
| ATPカップ            | RR   | 2022             |
| ユナイテッド・カップ | RR   | 2024             |